# Soldaty
Soldaty (Солдаты) è un film del 1956 diretto da Aleksandr Gavrilovič Ivanov.